# Raduił
Raduił (bułg. Радуил) – wieś w Bułgarii, w obwodzie sofijskim, w gminie Samokow. Według danych szacunkowych Ujednoliconego Systemu Ewidencji Ludności oraz Usług Administracyjnych dla Ludności, 15 grudnia 2018 roku miejscowość liczyła 947 mieszkańców.
W Raduile znajduje się cerkiew św. Mikołaja, datowana na X wiek. Przylądek na wyspie Astrolabia, na Antarktydzie, nazywany jest od miejscowości.